# Omnia (gruppo musicale)
Gli Omnia sono un gruppo musicale folk con base nei Paesi Bassi, i cui componenti sono però irlandesi, tedeschi, belgi e inglesi. 
I loro testi attingono da un'ampia gamma di lingue antiche e moderne come gallese, inglese, irlandese, bretone, finlandese, tedesco, latino e hindi e suonano strumenti antichi, folkloristici ed esotici come l'arpa celtica, la ghironda, il bodhrán, il bouzouki, il didgeridoo ed ogni sorta di cornuamusa e percussione. Gli Omnia definiscono la loro musica come "paganfolk neoceltico".

## Formazione attuale
- Steve "Sic" Evans-van der Harten (flauti, bouzouki, percussioni e voce dal 1996)
- Jennifer "Jenny" Evans-van der Harten (arpa, ghironda, tastiera, bodhrán e voce dal 2002)
- Rob "Thunder" Van Barschot (percussioni dal 2011)
- Daphyd "Crow" Sens (didgeridoo e voce dal 2011)

## Ex componenti
- Noel "Caicus" Franken (percussioni)
- Joyce "Gaudia" Hellendoorn (voce, flauto e percussioni)
- Saskia "Zaza" van Koningsbrugge (balli, percussioni)
- Mirjam "Ursula" van den Boogaard (percussioni)
- Mark "Argus" van den Broek (acrobazie e giocoleria)
- René "Gaius" van de Schuur (scherma)
- Tijn "Timor" Rams (scherma)
- Floris "Florissimo" Pasma (giocoleria e spettacoli con il fuoco)
- Ben "Kleine Ben" van Koert (percussioni)
- Nico "Catilina" van Malssen (percussioni) (1995-1997)
- Angela "Thalia" van Malssen (balli) (1995-1996)
- Louis "Luka" Aubri (scherma, didgeridoo, voce e percussioni) (1996-2010)
- Susanne Ruhling (voce, danze e percussioni) (1998-2003)
- Joseph "Joe" Hennon (chitarra) (2004-2010)
- Michel "Mich" Rozek (batteria) (2007-2009)
- Misja "Barca" van Laatum (voce e percussioni) (2007-2009)
- Joost van Es|Joost "Yoast" van Es (chitarra e violino) (2009)
- Tom "Tommy" Spaan (batteria e percussioni) (2009-2011)
- Philip Steenbergen (chitarra) (2010-2013)
- Satria "Saat" Karsono (chitarra e voce dal 2014)

## Discografia
- 2000 Sine Missione
- 2002 Sine Missione 2
- 2003 3 (mini cd)
- 2004 Crone of War
- 2005 Live Religion (live)
- 2006 PaganFolk
- 2007 Cybershaman (remix album)
- 2007 Alive!
- 2007 History (compilation)
- World Of Omnia (edizione speciale numerata)
- 2010 Wolf Love
- 2011 Musick and Poëtree
- 2014 Earth Warrior
- 2015 Naked harp
- 2016 Prayer
- 2018 Reflexions